# Igoče
Igoče su naseljeno mjesto u općini Foča, Republika Srpska, BiH. Nalaze se s lijeve strane rijeke Sutjeske, uz rječicu koja se ulijeva u Sutjesku. Jugozapadno je Nacionalni park Sutjeska.
1962. godine pripojeno im je naselje Travnik koje je ukinuto (Sl.list NRBiH, br.47/62).

## Stanovništvo
| Narod     | Popis 1961. | Popis 1971. | Popis 1981. | Popis 1991. |
| --------- | ----------- | ----------- | ----------- | ----------- |
| Hrvati    |             |             | 1           |             |
| Muslimani | 94          | 283         | 263         | 309         |
| Srbi      | 27          | 11          | 6           | 13          |
| ostali    | 51          | 3           | 11          | 4           |
| Ukupno    | 172         | 297         | 281         | 326         |